# Mastogenius subcyaneus
Mastogenius subcyaneus är en skalbaggsart som först beskrevs av Leconte 1860.  Mastogenius subcyaneus ingår i släktet Mastogenius och familjen praktbaggar. Inga underarter finns listade i Catalogue of Life.